# Потьма (Макаровское муниципальное образование)
Потьма — село в Ртищевском районе Саратовской области в составе Макаровского муниципального образования.

## География
Находится на левом берегу реки Хопёр на  расстоянии примерно 25 километров по прямой на запад от районного центра города Ртищево. 

## История
Основано в 1719 году. В советское время работали колхозы «Красная Потьма» и им.Чапаева. С начала XXI века идет неуклонное угасание села. Детский сад был закрыт в 2008 году, сберегательная касса в 2013, клуб и школа в 2015.

## Население
Постоянное население составило 394  человека (98% русские) в 2002 году,  365 в 2010.